# Gante-Wevelgem 1968
La Gante-Wevelgem 1968 fue la 30ª edición de la carrera ciclista Gante-Wevelgem y se disputó el 16 de abril de 1968 sobre una distancia de 250 km.  
El belga Walter Godefroot (Goldor-Hertekamp-Gerka) se impuso en la prueba al imponerse a sus cinco compañeros de fuga. El belga Willy Van Neste y el italiano Felice Gimondi completaron el podio. 

## Clasificación final
| Posición | Ciclista                 | Equipo                   | Tiempo    |
| -------- | ------------------------ | ------------------------ | --------- |
| 1        | Walter Godefroot         | Flandria-De Clerck       | 5h 50'00" |
| 2        | Willy Van Neste          | Bic                      | m.t.      |
| 3        | Felice Gimondi           | Salvarani                | m.t.      |
| 4        | André Planckaert         | Goldor-Gerka             | m.t.      |
| 5        | Bernard Van De Kerckhove | Pelforth-Sauvage-Lejeune | m.t.      |
| 6        | Roger Cooreman           | Dr. Mann-Grundig         | m.t.      |
| 7        | Herman Van Springel      | Dr. Mann-Grundig         | a 32"     |
| 8        | Rik Van Looy             | Willem II-Gazelle        | a 40"     |
| 9        | Eddy Merckx              | Faema                    | m.t.      |
| 10       | Jacques De Boever        | Smith's                  | m.t.      |